# Gero Pfennig

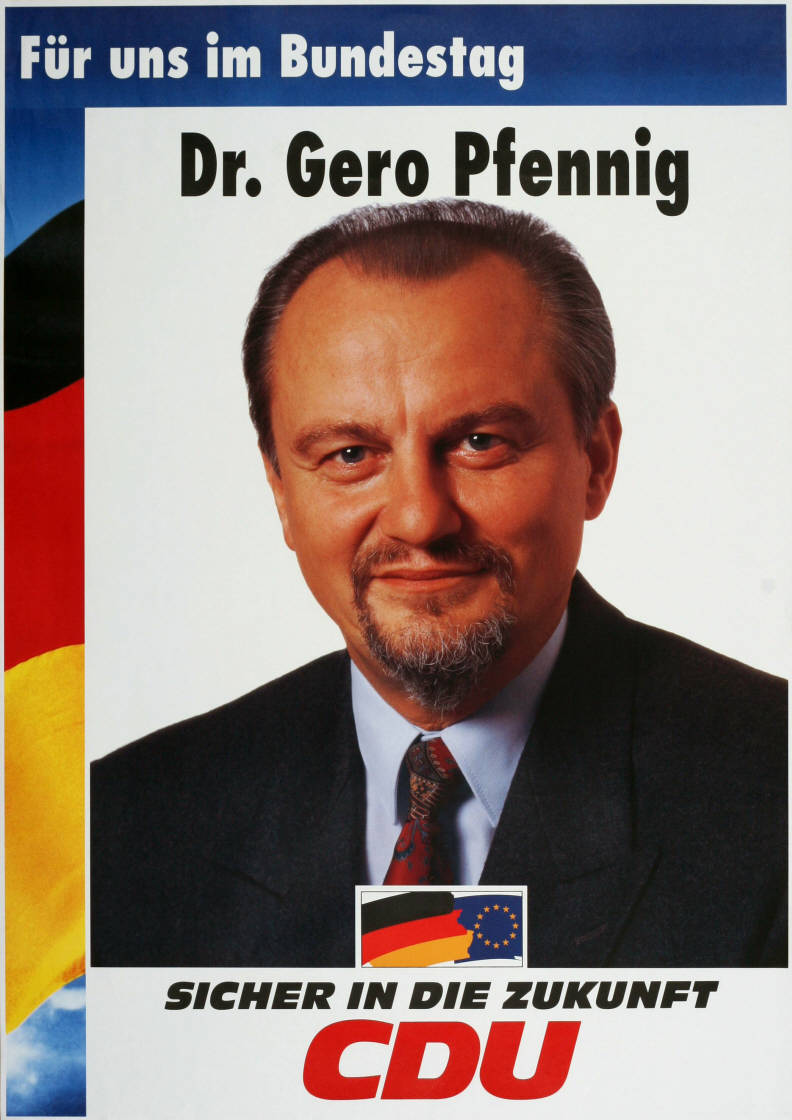
Kandidatenplakat zur Bundestagswahl 1994

Gero Pfennig (* 11. Februar 1945 in Jüterbog) ist ein deutscher Politiker (CDU).
Nach seinem Abitur 1964 studierte Pfennig Jura in Berlin und Freiburg im Breisgau. Von 1968 bis 1973 war er Assistent an der Freien Universität Berlin, um 1973 eine Assistenzprofessur zu erlangen. Zusammen mit Eberhard Diepgen und Klaus-Rüdiger Landowsky gehörte er zur sog. K-Gruppe in der Berliner CDU. Er ist Herausgeber des Kommentars Verfassung von Berlin.
1964 trat Pfennig der CDU bei. Von 1971 bis 1975 war er Mitglied der Bezirksverordnetenversammlung Zehlendorf, ab 1975 war er Mitglied des Abgeordnetenhauses von Berlin. Von 1979 bis 1985 war er Mitglied des Europäischen Parlaments, wo er unter anderem Mitglied im Haushaltsausschuss und im Institutionellen Ausschuss sowie Haushaltssprecher der EVP-Fraktion war. Er war zudem Mitverfasser des Vertragsentwurfs des Europäischen Parlaments zur Gründung der Europäischen Union.
Vom 24. Februar 1977 bis 1980 war Pfennig Mitglied des Deutschen Bundestages, hatte als Berliner Abgeordneter aber nur ein eingeschränktes Stimmrecht. Am 2. Dezember 1985, als er für Wolfgang Hackel nachrückte, zog er erneut in den Bundestag ein, dort bekam er erst am 8. Juni 1990 volles Stimmrecht. In der 11. und 12. Wahlperiode saß er als direkt gewählter Abgeordneter für den Berliner Wahlkreis Steglitz-Zehlendorf im Bundestag und war zur gleichen Zeit Vorsitzender des Petitionsausschusses sowie der Arbeitsgruppe Europäische Union und zudem europapolitischer Sprecher der CDU/CSU-Fraktion.
Pfennig ist Vorstandsvorsitzender des Ernst-Lemmer-Instituts und des verbundenen Fördererkreis Junge Politik e. V. in Berlin-Charlottenburg.